# Rad-Nationencup der Männer U23 2007
Der Rad-Nationencup der Männer U23 2007 war die 1. Austragung des Rad-Nationencups der Männer U23, einer Serie der wichtigsten Rennen im Straßenradsport der Männer U23.

## Rennen
| Datum               | Rennen                                | Sieger (Fahrer)    | Sieger (Nationen) | Führende Nation |
| ------------------- | ------------------------------------- | ------------------ | ----------------- | --------------- |
| 30. März – 1. April | Grande Prémio de Portugal             | Vítor Rodrigues    | Portugal          | Portugal        |
| 18. April           | La Côte Picarde                       | Simon Špilak       | Slowenien         | Slowenien       |
| 21. April           | Lüttich–Bastogne–Lüttich (Männer U23) | Grega Bole         | Slowenien         | Slowenien       |
| 26. April – 1. Mai  | Giro delle Regioni                    | Rui Costa          | Portugal          | Slowenien       |
| 22. – 26. August    | Grand Prix Tell                       | Anton Reschetnikow | Russland          | Slowenien       |
| 6. – 15. September  | Tour de l’Avenir                      | Bauke Mollema      | Niederlande       | Slowenien       |

## Gesamtwertung
| Position | Nation      | Punkte |
| -------- | ----------- | ------ |
| 1        | Slowenien   | 108    |
| 2        | Frankreich  | 106    |
| 3        | Dänemark    | 102    |
| 4        | Niederlande | 79     |
| 5        | Russland    | 73     |
| 6        | Portugal    | 71     |
| 7        | Deutschland | 67     |
| 8        | Italien     | 64     |
| 9        | Spanien     | 47     |
| 10       | Belgien     | 47     |